# Ḭ
Cette page contient des caractères spéciaux ou non latins. S’ils s’affichent mal (▯, ?, etc.), consultez la page d’aide Unicode.
Ḭ (minuscule : ḭ, appelé I tilde souscrit, est un graphème utilisé dans l'écriture du kim, du nangnda, du ngambay, du zarma et du ǃxóõ. Il s'agit de la lettre I diacritée d'un tilde souscrit.

## Utilisation
En zarma, le I tilde souscrit ‹ Ḭ › représente un I nasalisé.
En ngambay, le I tilde souscrit ‹ Ḭ › représente un I nasalisé,.
Dans l’alphabet phonétique international, le tilde souscrit indique une laryngalisation, /ḭ/ est donc la notation pour un /i/ laryngalisé.

## Représentations informatiques
Le I tilde souscrit peut être représenté avec les caractères Unicode suivants :
- précomposé (latin étendu additionnel) :

| formes    | représentations | chaînes de caractères | points de code | descriptions                             |
| --------- | --------------- | --------------------- | -------------- | ---------------------------------------- |
| capitale  | Ḭ               | Ḭ                     | U+1E2C         | lettre majuscule latine i tilde souscrit |
| minuscule | ḭ               | ḭ                     | U+1E2D         | lettre minuscule latine i tilde souscrit |

- décomposé (latin de base, diacritiques) :

| formes    | représentations | chaînes de caractères | points de code | descriptions                                         |
| --------- | --------------- | --------------------- | -------------- | ---------------------------------------------------- |
| capitale  | Ḭ               | I◌̰                    | U+0049 U+0330  | lettre majuscule latine i diacritique tilde souscrit |
| minuscule | ḭ               | i◌̰                    | U+0069 U+0330  | lettre minuscule latine i diacritique tilde souscrit |